# Correlación (geometría proyectiva)

Una polaridad en el plano, es una correlación proyectiva que transforma puntos en rectas y viceversa (por ejemplo, el punto P se transforma en la recta NN')

En geometría proyectiva, una correlación es una transformación de un espacio proyectivo de d-dimensiones que asigna un subespacio de dimensión k sobre subespacios de dimensión (d − k − 1), invirtiendo la relación de inclusión y preservando la relación de incidencia. Las correlaciones también se denominan reciprocidades o transformaciones recíprocas.
Desde el punto de vista de la geometría descriptiva, se dice que existe una correlación entre dos planos proyectivos cuando se establece una correspondencia entre ambos que asigna entre sí elementos de distinta clase (puntos a rectas y viceversa); y de forma análoga, dos espacios proyectivos están correlacionados cuando los elementos que se corresponden entre sí son de distinta clase (puntos a planos y viceversa).

## En dos dimensiones
En el plano proyectivo real, los puntos y las rectas son elementos duales entre sí. Como lo expresa Coxeter:
Una correlación es una transformación punto a línea recta y línea recta a punto que preserva la relación de incidencia de acuerdo con el principio de dualidad. Así, transforma rangos en haces, haces en rangos, cuadrángulos en cuadriláteros, etc.
Dada una recta m y un punto P que no está en m, se obtiene una correlación elemental de la siguiente manera: para cada Q sobre m se forma la recta PQ. La correlación inversa comienza con el haz de rectas que pasan por P: para cualquier línea recta q de este haz, se toma el punto m ∩ q. La composición de dos correlaciones que comparten el mismo haz es una perspectividad.

## En tres dimensiones
En un espacio proyectivo tridimensional, una correlación asigna un punto a un plano:
Si κ es tal correlación, cada punto P se transforma en un plano π′= κP y, a la inversa, cada punto P surge de un único plano π′ por la transformación inversa κ-1.
Las correlaciones tridimensionales también transforman rectas en rectas, por lo que pueden considerarse colineaciones de los dos espacios.

## En dimensiones superiores
En un espacio proyectivo general de n dimensiones, una correlación lleva un punto a un hiperplano. Este contexto fue descrito por Paul Yale:
Una correlación del espacio proyectivo P(V) es una permutación de inclusión-inversión de los subespacios propios de P(V).
Demostró un teorema que establece que una correlación φ intercambia uniones e intersecciones, y para cualquier subespacio proyectivo W de P(V), la dimensión de la imagen de W bajo φ es (n - 1) - dim W, donde n es la dimensión del espacio vectorial V utilizada para producir el espacio proyectivo P(V ).

## Existencia de correlaciones
Las correlaciones solo pueden existir si el espacio es autodual. Para dimensiones 3 y superiores, la autodualidad es fácil de probar: existe un anillo de división coordinante y la autodualidad falla si y solo si el campo sesgado no es isomorfo a su opuesto.

## Tipos especiales de correlaciones

### Polaridad
Si una correlación φ es una involución (es decir, dos aplicaciones de la correlación equivalen a la identidad: φ2(P)= P para todos los puntos P), entonces se denomina polaridad. Las polaridades de los espacios proyectivos conducen al concepto de los espacios polares, que se definen tomando la colección de todos los subespacios contenidos en su imagen bajo la polaridad.

### Correlación natural
Existe una correlación natural inducida entre un espacio proyectivo P(V) y su dual P(V∗) mediante el pareado natural ⟨⋅,⋅⟩ entre los espacios de vectores subyacentes V y sus duales V∗, donde cada subespacio W de V∗ se asigna a su complemento ortogonal W⊥ en V, definido como W⊥= {v ∈ V | ⟨w, v⟩= 0, ∀w ∈ W}.
Componer esta correlación natural con un isomorfismo de espacios proyectivos inducido por una aplicación semilineal produce una correlación de P(V) consigo mismo. De esta manera, cada aplicación semilineal no degenerada V → V∗ induce una correlación de un espacio proyectivo consigo mismo.